# Ландино, Кристофоро
Кристофоро Ландино (итал. Cristoforo Landino; 1424, Флоренция — 24 сентября 1498, Ареццо) — итальянский мыслитель-гуманист.

## Биография
Из знатного семейства. Внучатый племянник поэта и музыканта Франческо Ландини. Учился филологии и праву в Вольтерре. С 1458 г. преподавал поэтику и риторику во флорентийском университете. Был близок к Анджело Полициано, Марсилио Фичино и Лоренцо Медичи.
Был канцлером партии гвельфов. Скончался в имении, подаренном ему семейством Медичи.

## Творчество
Писал стихи на латыни. Перевёл «Естественную историю» Плиния (1476), сочинения Цицерона. Комментировал Данте, Вергилия, Горация, читал лекции о Петрарке. Автор диалогов «Об истинном благородстве» (1469), «О душе» (1471), «Диспуты в Камальдоли» (1473). Перевёл и опубликовал «Сфорциаду» («Sforziade») Джованни Симонетты о Франческо Сфорце (1490). Среди его учеников был историк Андреа Камбини.

## Публикации на русском языке
- Сочинения// Сочинения итальянских гуманистов эпохи Возрождения. — М.: Изд-во МГУ, 1985. — с.190-210.